# Sarrolhas
Sarrolhas (en francès Sarrouilles) és un municipi francès situat al departament dels Alts Pirineus i a la regió d'Occitània.

## Demografia
| 1962                                       | 1968 | 1975 | 1982 | 1990 | 1999 | 2007 |
| ------------------------------------------ | ---- | ---- | ---- | ---- | ---- | ---- |
| 346                                        | 360  | 415  | 468  | 526  | 548  | 588  |
| Des de 1962: població sense dobles comptes |      |      |      |      |      |      |

## Administració
| Període   | Identitat        | Partit |
| --------- | ---------------- | ------ |
| 1927-1943 | Adolphe Darré    |        |
| 1943-1959 | Jean Lafforgue   |        |
| 1959-1977 | Jules Lassalle   |        |
| 1977-     | Michel Jouanolou |        |